# Duios Anastasia trecea (film)
Duios Anastasia trecea este un film românesc din 1980 regizat de Alexandru Tatos ce a ecranizat nuvela omonimă a lui Dumitru Radu Popescu (publicată într-un volum de proză din 1967). Rolurile principale au fost interpretate de actorii Anda Onesa și Amza Pellea.

## Prezentare
Povestea are loc în vara 1944. Este prezentată lupta partizanilor români și iugoslavi împotriva armatelor hitleriste.

## Distribuție
- Anda Onesa — Anastasia, învățătoare suplinitoare[1]
- Amza Pellea — Costaiche, primarul colaboraționist al comunei
- László Tarr — Stoicovici, cârciumarul satului care-i ascunde pe partizanii sârbi
- Levente Bíró — medicul afemeiat
- Cristian Ghiță — „Omul cu haltere”, un vagabond musculos
- Răzvan Onesa — copilul Mihai, elev al Anastasiei
- Cătălin Ciornei — Emil, fiul lui Costaiche, iubitul Anastasiei
- Gheorghe Teașcă — domnul Paul, medicul veterinar
- Daniel Petrescu — dascălul bisericii
- István Kőfalvi — jandarmul (menționat István Köfalvi)
- Imola Gáspár — slujnica arătoasă de la cârciuma satului
- Dumitru Bordeanu — Vasile, nebunul satului
- Adrian Berzescu — notarul
- Ernest Kántor — secundul
- Elena Fulga
- Lucia Boga
- Luminița Sicoe
- Alexandru Ispas
- Maria Nichici
- Ion Piscureanu
- Ion Adam
- Ionel Popovici
- Tudor Petre
- Coriolan Lazarovici

## Producție
Regizorul Alexandru Tatos s-a gândit la ecranizarea nuvelei lui D.R. Popescu încă din noiembrie 1975. Filmările au avut loc în perioada 21 iulie - 10 septembrie 1979 la Dubova. Cheltuielile de producție s-au ridicat la 3.757.000 lei.
Inițial pentru rolul lui Costaiche regizorul s-a gândit la Victor Rebengiuc, iar Mariana Buruiană a dat probe pentru rolul Anastasiei, alături de alte actrițe.

## Primire
Filmul a fost vizionat de 1.369.514 de spectatori în cinematografele din România, după cum atestă o situație a numărului de spectatori înregistrat de filmele românești de la data premierei și până la data de 31 decembrie 2014 alcătuită de Centrul Național al Cinematografiei.